# Eetion (Sohn der Elektra)
Eetion (altgriechisch Ἠετίων Ēetíōn) ist in der griechischen Mythologie ein Sohn des Zeus und der Plejade Elektra.
Bei Hellanikos und Idomeneus ist Eetion der Bruder des Dardanos und der Harmonia. Da er gegen eine Bildsäule der Demeter frevelt, wird er vom Blitz erschlagen.

## Nachweise
1. ↑  Hellanikos und Idomeneus im Scholion zu Apollonios von Rhodos, Argonautika 1,196